# جي. إي. سميث
جي. إي. سميث (بالإنجليزية: G. E. Smith)‏ هو كاتب أغاني أمريكي، ولد في 27 يناير 1952 في سترودسبورغ في الولايات المتحدة.

## وصلات خارجية
- الموقع الرسمي
- جي. إي. سميث على موقع IMDb (الإنجليزية)
- جي. إي. سميث على موقع ميوزك برينز (الإنجليزية)
- جي. إي. سميث على موقع قاعدة بيانات برودواي على الإنترنت (الإنجليزية)
- جي. إي. سميث على موقع قاعدة بيانات برودواي على الإنترنت (الإنجليزية)
- جي. إي. سميث على موقع إن إن دي بي (الإنجليزية)
- جي. إي. سميث على موقع أول ميوزيك (الإنجليزية)
- جي. إي. سميث على موقع ديسكوغز (الإنجليزية)